# Simple Minds
Simple Minds er et skotsk rockband, dannet sidst i 1977 i Glasgow, der især er kendt for deres populære sang Don't You (Forget About Me) fra filmen "Breakfast Club" (1985). I 1980'erne bevægede bandet sig stilmæssigt fra at spille new wave til at spille stadionrock, der i en kort periode, hvor de havde mest succes, havde et eksplicit politisk indhold, fortrinvist i forhold til kampen mod apartheid i Sydafrika , sidst i 1980 ' erne. Et eksempel er sangen Mandela Day.  
Jim Kerr (vocal) og Charlie Burchill (guitar) har været gruppens faste medlemmer og de eneste tilbageværende medlemmer fra den originale besætning fra 1977. Af andre prominente medlemmer af gruppen gennem tiden kan nævnes Derek Forbes (bas), John Giblin (bas) , Mick MacNeil (keyboards) og trommeslagerne Brian McGee og Mel Gaynor.  
Da Simple Minds stod på berømmelsens tinde i midt-80erne var det med en stor stadionlyd og som tidens nærmeste konkurrent til U2. Gruppen eksperimenterede dog med mange forskellige udtryk i begyndelsen.
Kimen til Simple Minds blev lagt i de sene 70'ere i det skotsk punkband Johnny and The Self Abusers, der i autentisk punkånd gik i opløsning samme dag, som deres debutsingle udkom. Nogle af medlemmerne fandt dog sammen igen, nu som Simple Minds – et navn lånt fra en linje i David Bowie-sangen 'Jean Genie'. Da et demobånd faldt i hænderne på en NME-journalist, opstod der en hype om gruppen.
Da debutalbummet 'Life In A Day' udkom i 1979 gik det top 30 i Storbritannien, men flere anmeldere mente, at musikken med sine tydelige lån fra artrock-navne som Roxy Music, Kraftwerk og Bowie var for uoriginal. Det ville gruppen ikke have hæftet på sig, så samme år udgav de den eksperimenterende 'Reel To Real Cacophony'. Den fik en langt bedre modtagelse hos kritikerne, men det brede publikum gad ikke røre ved den.
Endnu et mindre genresporskifte kunne høres på 'Empires And Dance', der kombinerede postpunk med dansable beats og langsomt begyndte Simple Minds at vinde et større publikum. Det lykkedes at komme på den enegelse hitliste med singlen 'Promised You A Miracle', som udkom i 1981. Herefter gik Simple Minds først med en velprodcuceret new romantic lyd på den atmosfæriske 'New Gold Dream (81-82-83-84)' . I 1984 udkom 'Sparkle In The Rain' - produceret af Steve Lillywhite , der havde produceret for U2, og med den slagkraftige trommeslager Mel Gaynor som erstatning for Brian McGees mere pulserende stil. Simple Minds havde fundet en stor og episk rocklyd, der fødte til sammenligninger og konkurrence med U2 og Echo & The Bunnhymen . Omvendt lod U2 sig efterfølgende inspirere af Simple Minds lyd på New Gold Dream ( på pladen The Unforgettable Fire og The Joshua Tree) , der fik en mere atmosfærisk sangskrivning og produktion end de foregående.  
I 1985 fik Simple Minds massiv succes med hittet 'Don't You (Forget About Me)' fra soundtracket til teen-filmen 'The Breakfast Club'. 'Don't You' var ikke skrevet af Simple Minds selv, men af Keith Forsey og Steve Schiff, og gruppen brød sig ikke synderligt om sangen. Derfor er det måske ekstra ironisk, at det lige præcis er det nummer, de allerbedst huskes for, og som gav dem den eftertragtede førsteplads på den amerikanske hitliste. Efter "Don' t You" var gruppen klar med flere hits som , 'Alive And Kicking' og 'Sanctify Yourself' , begge på bestselleren "Once Upon A Time" . I 1989 nåede 'Belfast Child' som deres første single nogensinde, toppen af den engelske hitliste, og det samme gjorde det politiske og kompromisløse 'Street Fighting Years'-album. 
I starten af 1990'erne begyndte Simple Minds' succes langsomt at dale, givetvist fordi gruppens udvikling mod et romantiske tekstunivers og fastholden af en grandios stil, ikke fandt fodslag i den punkede grunge- og metalbølge,  der slog igennem i 1990'erne med Nirvana og Metallica i spidsen. Det var da også kun ganske få rockgrupper der klarede denne overgang,  med hele populariteten i behold. En af dem var U2.   
1990'erne bød desuden på mange besætningsskift  og efterlod gruppen med kun Jim Kerr og Charlie Burchill fra den oprindelige besætning tilbage. Gruppens  er fortsat med at udsende plader med jævne mellemrum, hvor de  har formået i  2000'erne (nullerne) at placere sig i den alternative rockmusiks slipstrøm og ad åre genfundet den kritiske anerkendelse , stampublikummet og fundet nogle nye lyttere:     'Black & White 050505' nåede en 37. plads på den britiske albumhitliste i 2005,  'Graffiti Soul' fra 2009 gik ind på en 10. plads. I 2010' erne gik det endnu bedre med pladerne Big Music og Walk Between Worlds og Simple Minds fortsætter med at turnere med stor succes og kunne i 2017 fejre 40 året som et af Skotlands største rocknavne gennem tiden. 